# Товстолобик
Товстолобик (Hypophthalmichthys) — рід прісноводних риб з родини Xenocyprididae. Раніше зараховувався до підродин Hypophthalmichthyinae або Xenocypridinae в складі родини коропових (Cyprinidae).
Рід складається із трьох видів:
- Hypophthalmichthys harmandi Sauvage 1884;
- Hypophthalmichthys molitrix (Valenciennes 1844)  — срібний короп, або товстолобик білий;
- Hypophthalmichthys nobilis (Richardson 1845)  — товстолобик строкатий[3].

## Вплив
На честь товстолобика названо турнір зі спортивного «Що? Де? Коли?» (автори — Олексій Жидкѝх, Костянтин Тато̀ченко і Євген Філатов).